# فیگوئرا دافوش

محل بخش فیگوئرا دافوش در نقشهٔ پرتغال.

فیگوئرا دافوش (Figueira da Foz) یکی از شهرهای کشور پرتغال است.
فیگوئرا دافوش یک شهر ساحلی در کرانهٔ اقیانوس اطلس است و چندین دریاکنار و لنگرگاه دارد. این شهر یک شهر گردشگری است و به خاطر قانونی بودن قمار در منطقه‌ای از آن، بزرگ‌ترین کازینوهای شبه جزیره ایبری در فیگوئرا دافوش قرار گرفته‌اند.

## نگارخانه

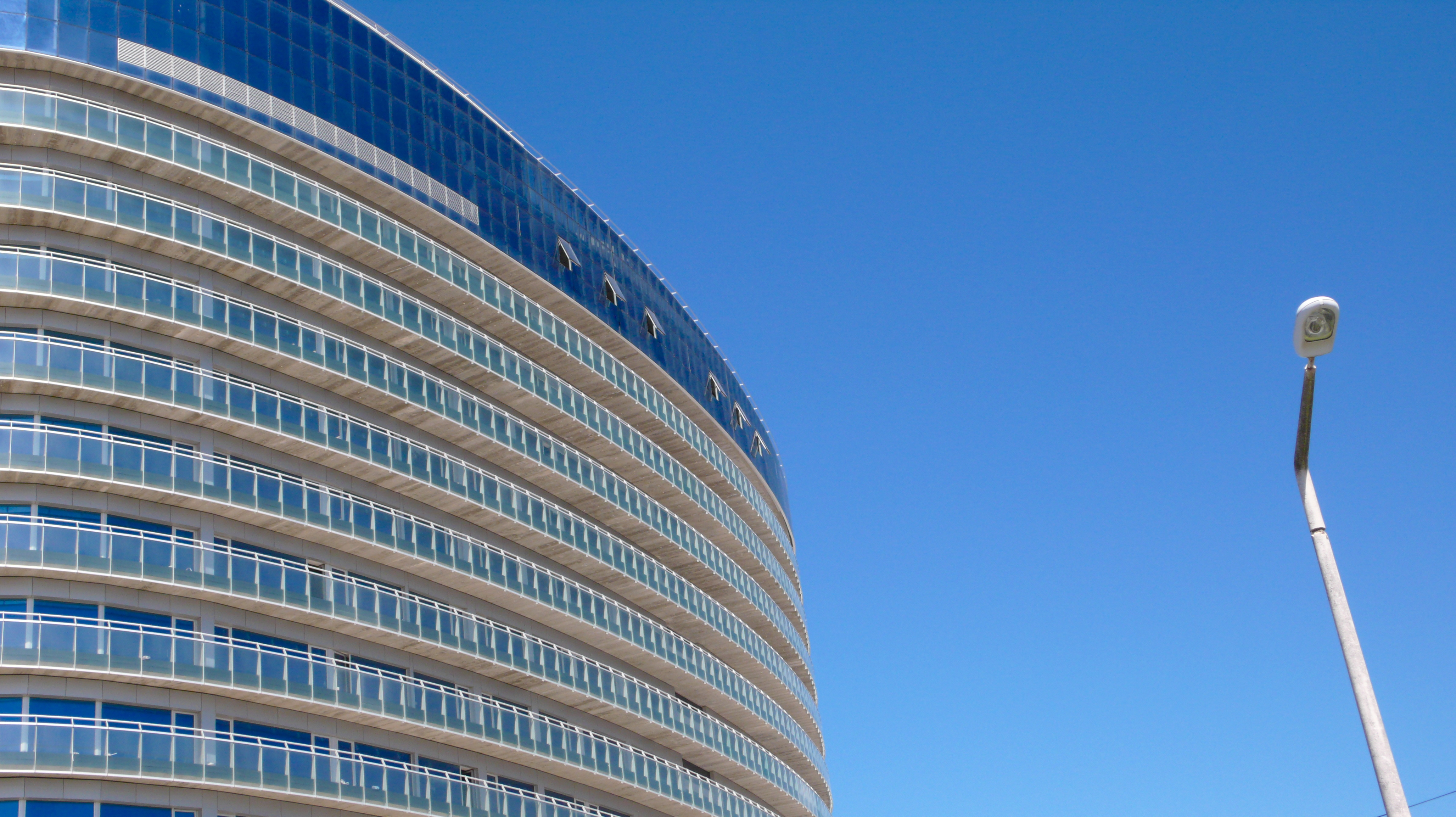
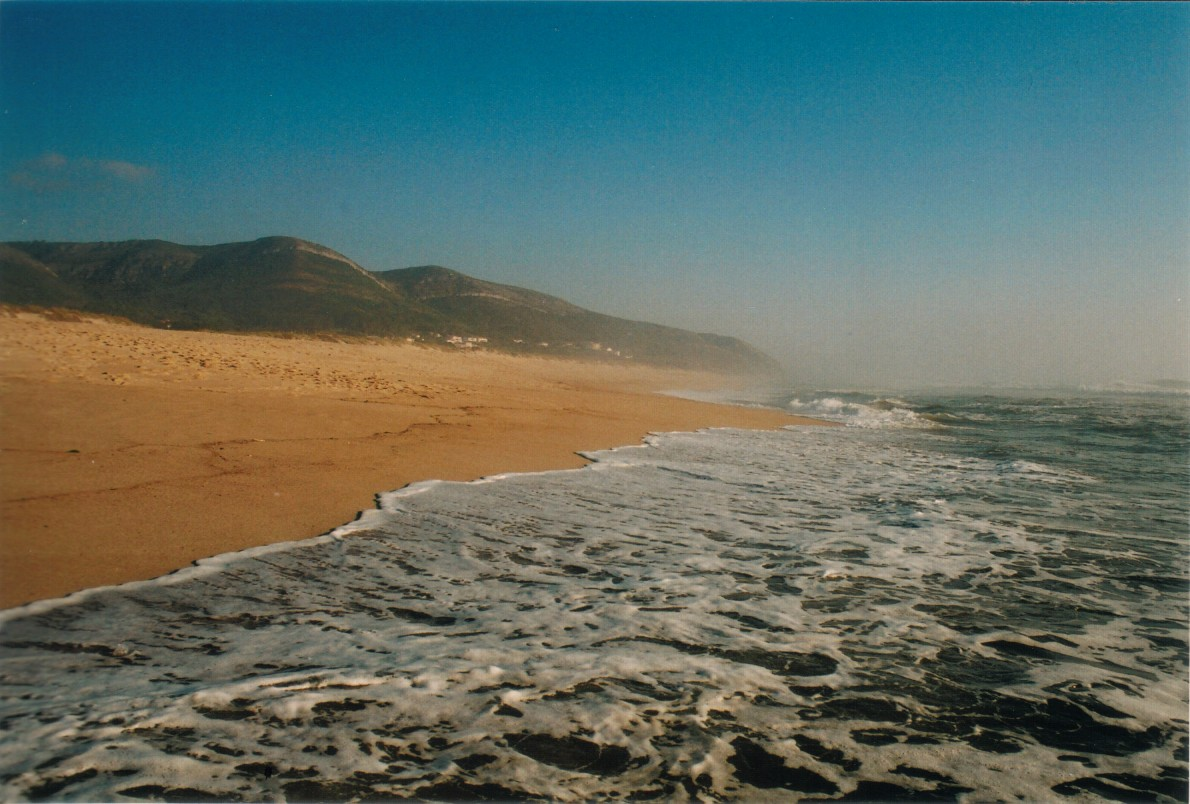
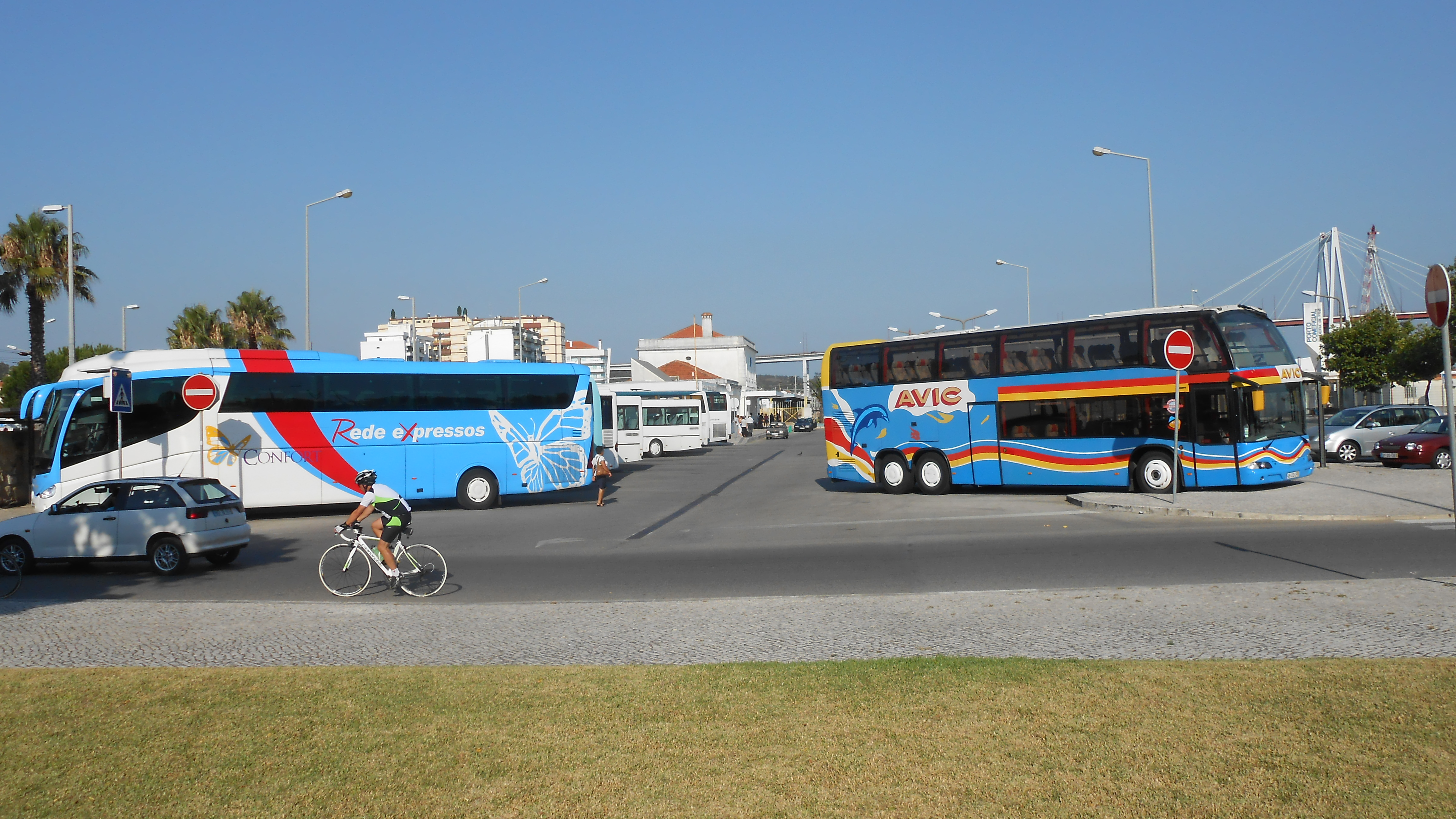
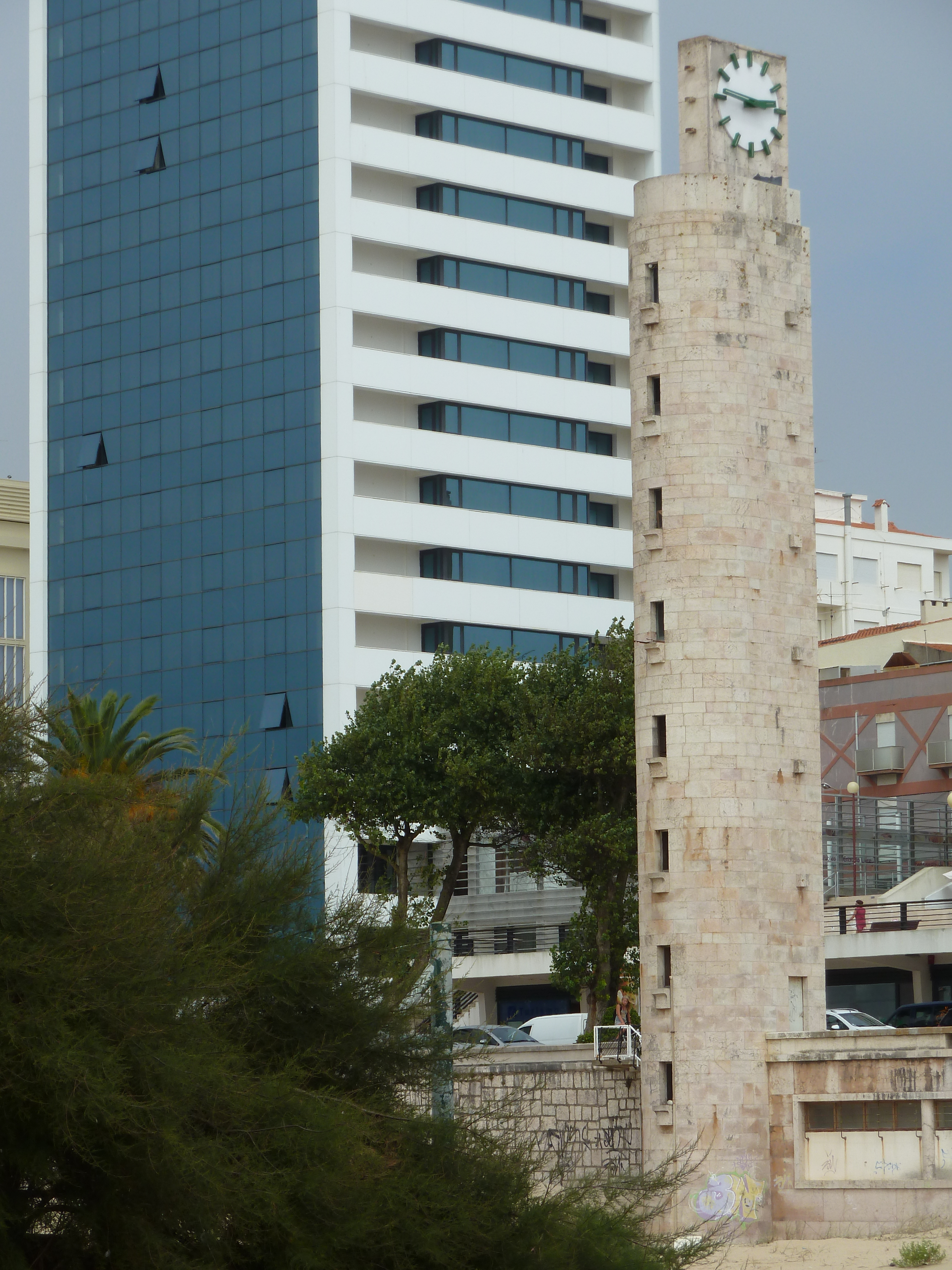
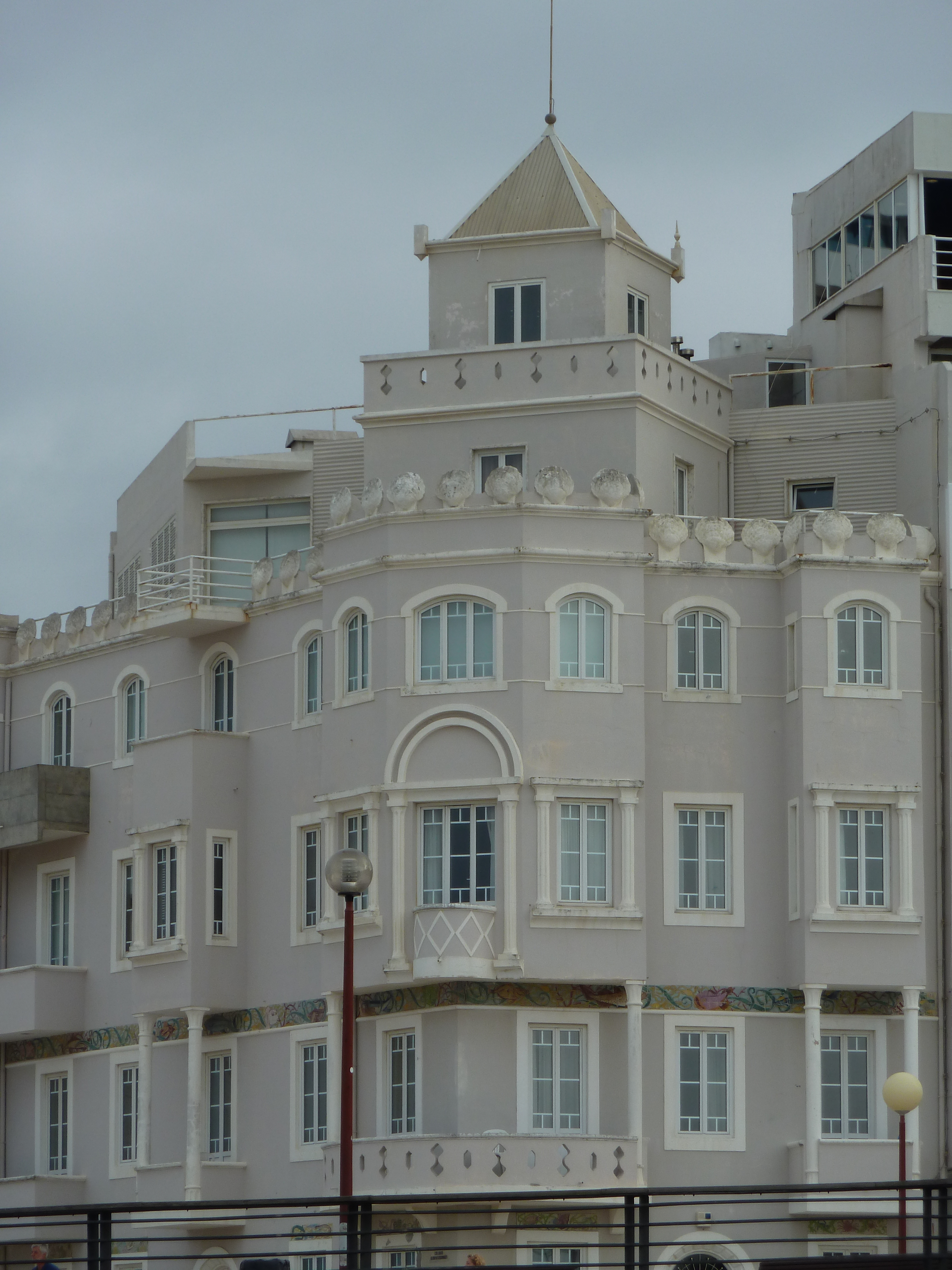
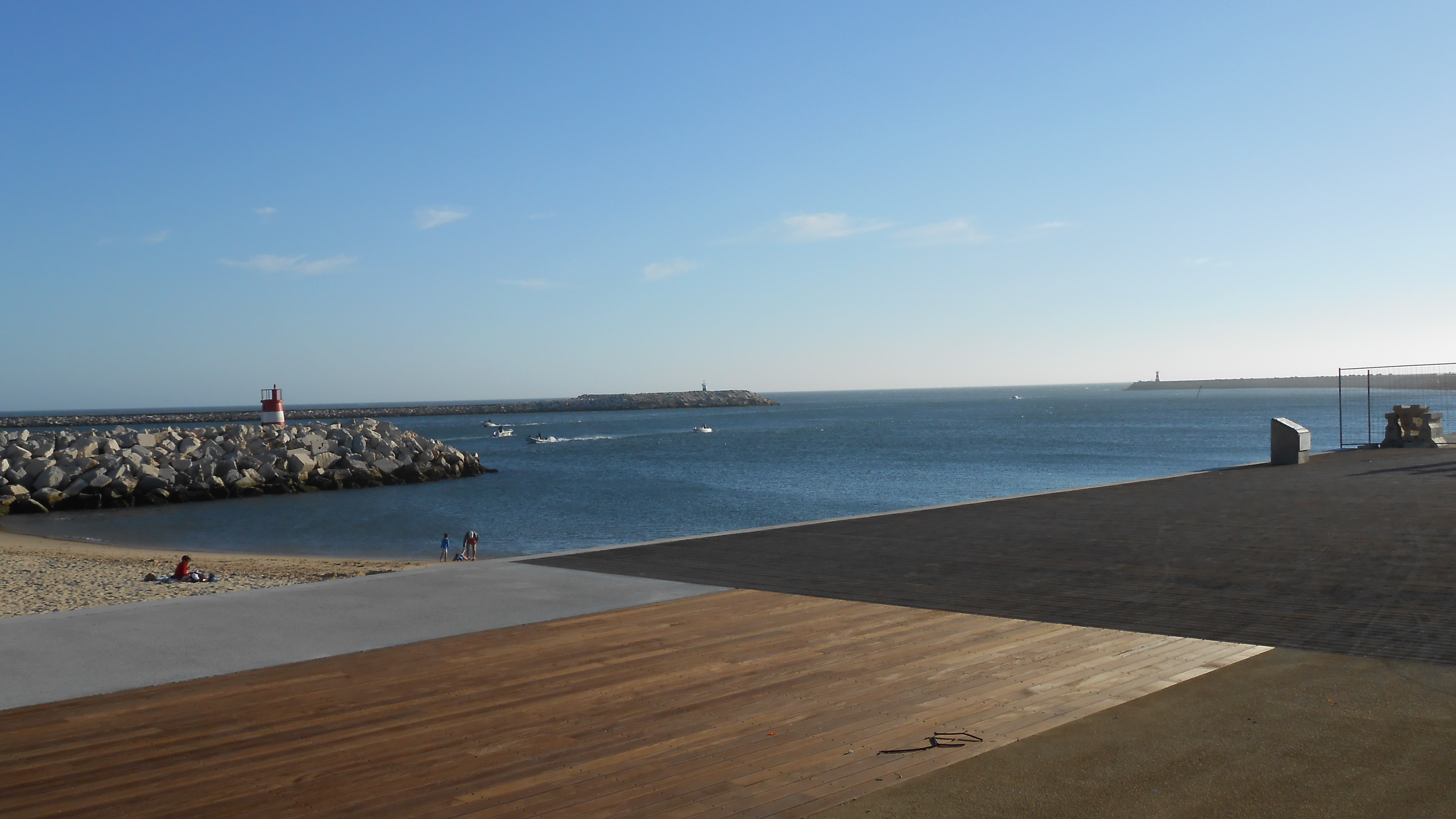
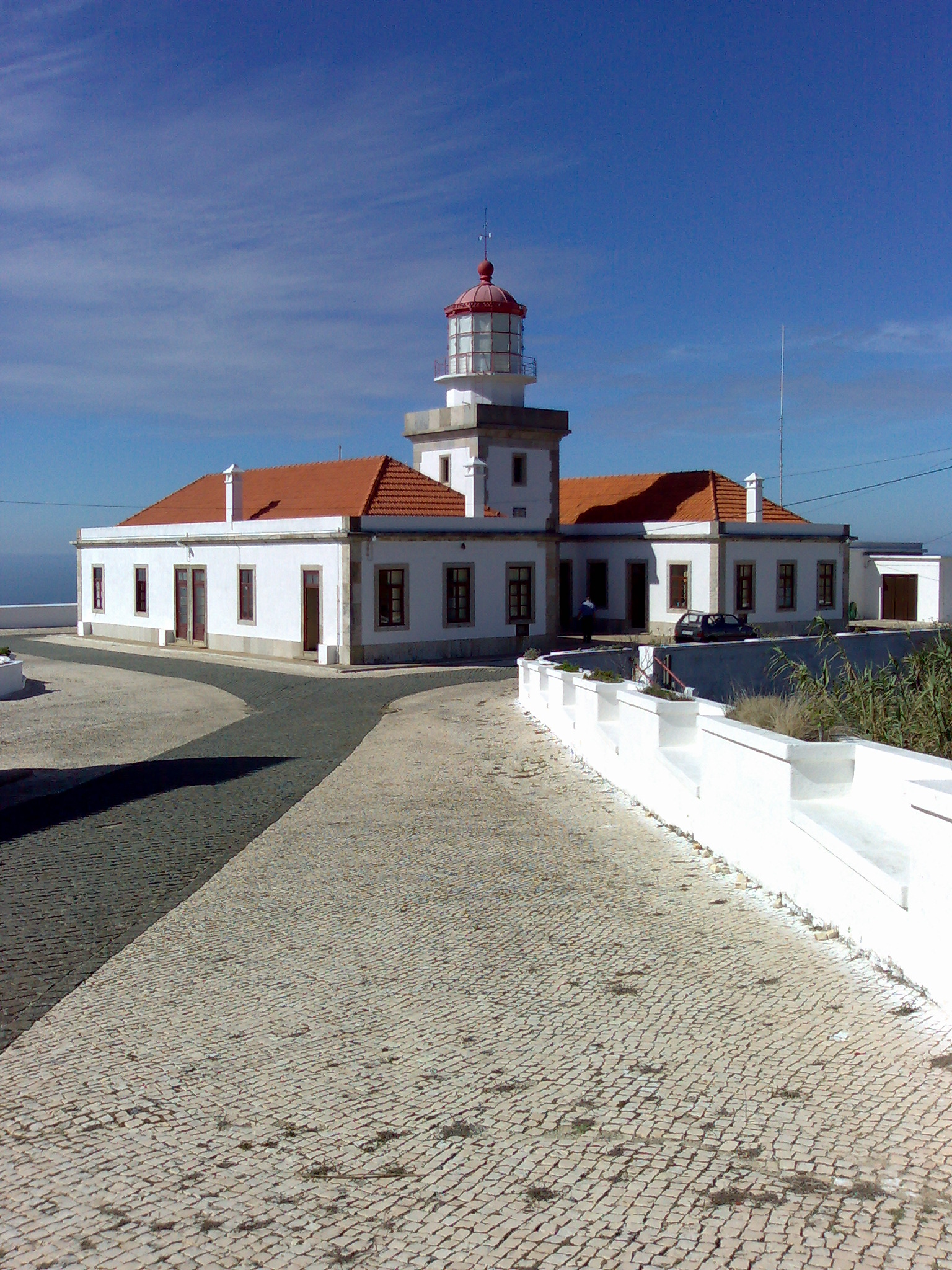
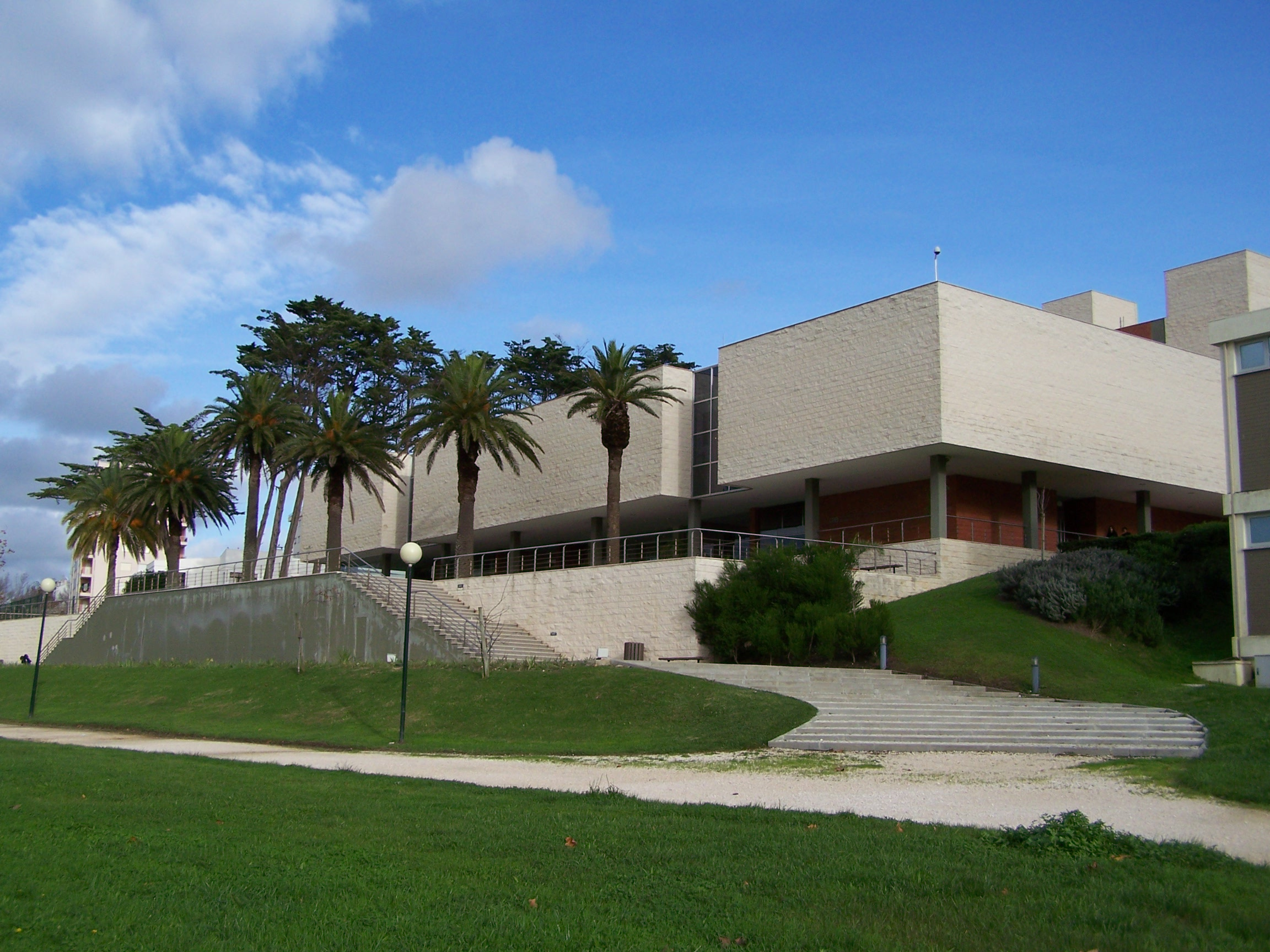